# Gabriele Landoni
Gabriele Landoni, né le 24 mars 1953 à Cislago (Lombardie), est un coureur cycliste italien, professionnel de 1977 à 1983.

## Biographie
Gabriele Landoni commence le cyclisme à l'âge de 17 ans.

## Palmarès
- 1973
  - Giro del Medio Po
- 1975
  - Tour de Lombardie amateurs
  - Freccia dei Vini
  - Giro dei Tre Laghi
- 1976
  - Trofeo Alcide Degasperi
  - 2e étape du Grand Prix Guillaume Tell
  - 3e de la Freccia dei Vini
- 1977
  - 9e de Milan-San Remo
- 1983
  - 10e de Milan-San Remo

## Résultats sur les grands tours

### Tour d'Italie
7 participations
- 1977 : 90e
- 1978 : 47e
- 1979 : 36e
- 1980 : abandon (20e étape)
- 1981 : abandon (12e étape)
- 1982 : 54e
- 1983 : abandon (10e étape)